# Ground-plane antenna

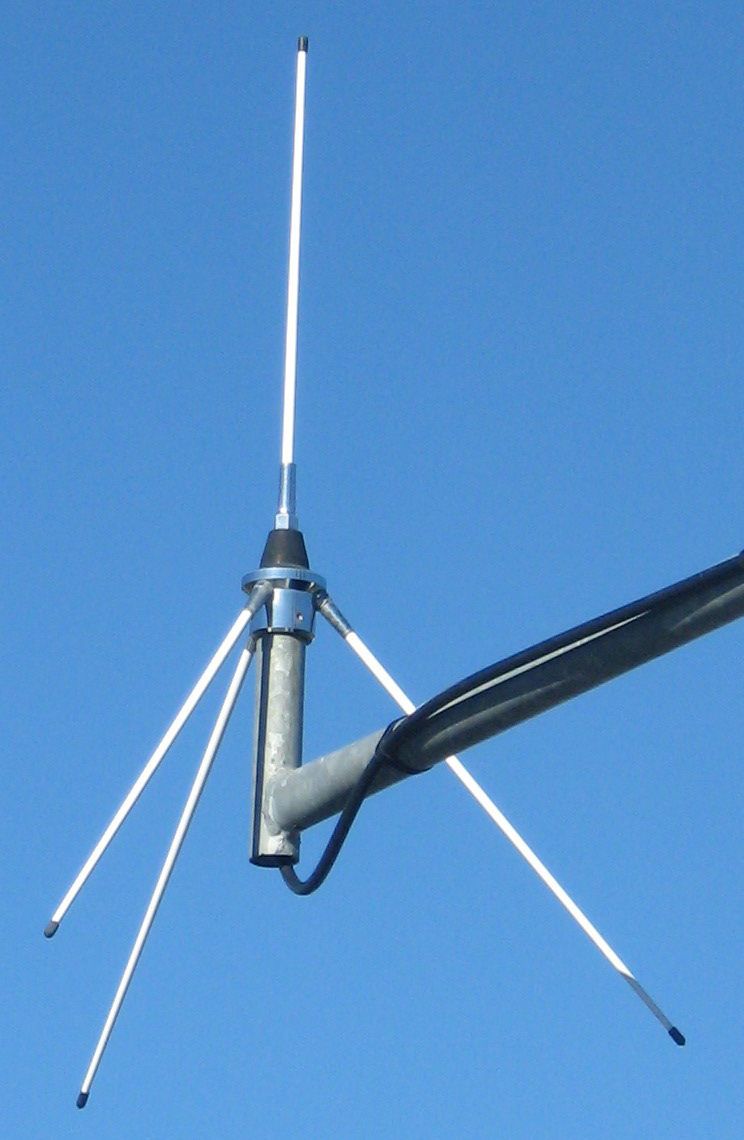
Ground-plane antenna VHF sávra

A ground-plane antenna egy olyan aszimmetrikus táplálású körsugárzó monopólus, amely függőlegesen polarizált, rádiófrekvenciás elektromágneses hullám formájában sugározza ki a talppontjára vezetett elektromos jelet.

## Felépítése
Az antenna két fő részből áll:
- 1 darab függőleges, negyedhullámú monopól sugárzó
- 4 darab, a monopólus talppontjának irányából kiinduló vízszintes, vagy meghatározott szögben lefelé döntött radiálok

Táplálása: aszimmetrikus táplálású, a táplálás meleg pontja a monopólus talppontjához kötődik, a hidegpont a radiálokkal van fémes összeköttetésben.
A ground-plane alvariánsa a triple-leg antenna, amely abban különbözik a ground-plane antennától, hogy 4 radiál helyett 3 radiált alkalmaznak, 45° döntéssel. Méretezése és működése megegyezik a ground-plane-nal.

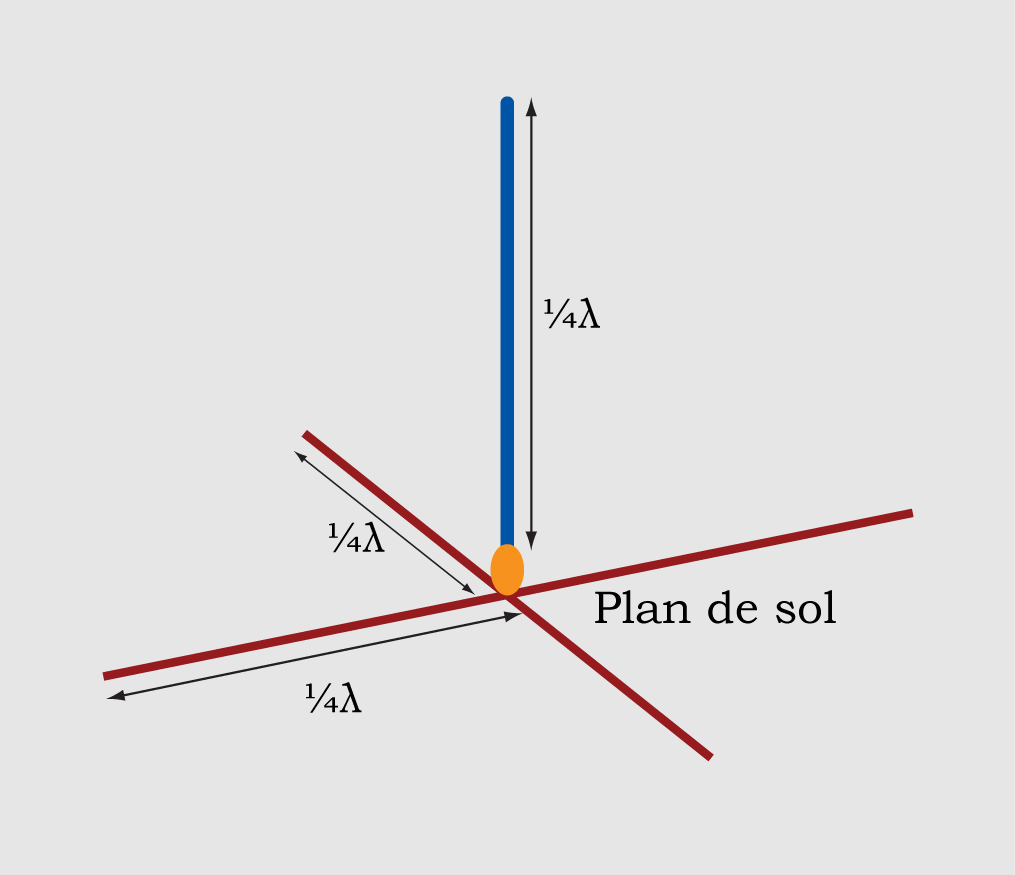
Ground plane vízszintes radiálokkal

Ground plane döntött radiálokkal

## Működési elve
A nagyfrekvenciás jellel megtáplált monopólus elektromágneses formában kisugározza a beletáplált jelet a térbe. A táplálás hatására a monopólusban áram folyik, és feszültség indukálódik. A radiálok kapacitív és induktív csatolásban vannak a monopólussal, nyitott rezgőkört alkotnak, az aktív monopólus hatására a radiálokban fázisban 90°-kal eltolt áram indukálódik, így megjelenik a monopólus elektromos tükörképe.

## Műszaki paraméterei
|                             | Talpponti ellenállás (Ω) | Nyereség (dB) |
| --------------------------- | ------------------------ | ------------- |
| Vízszintes radiálokkal      | 30 ~ 35                  | 3.5 ~ 4.5     |
| 45°-ban döntött radiálokkal | 50 ~ 60                  | 2.5 ~ 3.5     |
| Triple-leg                  | 50 ~ 75                  | 2 ~ 3         |

Iránykarekterisztikák:

## Gyakorlati megvalósítása[1]
A ground-plane antenna megvalósítható kifeszített huzalokból, vagy kellő szilárdságú szigetelőalapon rögzített alumínium- vagy rézcsövekből. Fontos, hogy az árbóchoz rögzítés során az antenna hideg része ne érintkezzen fémesen az árbóccal, valamint a monopólushoz közel (l<λ) ne legyen semmilyen fémtárgy.
Az antennaelemek méretezésénél figyelembe kell venni az alaki tényezőt (M), amely függ a csövek átmérőjétől (d), vagyis ennek függvényében kell meghatározni, hogy λ/4-hez képest mennyivel legyenek megrövidítve meg az antenna elemei. A gyakorlatban kb. 2 ~ 8 %-os rövidülési értékeket kapunk. A csövek átmérőjének ismeretében megkapható a k rövidülési tényező.
(a c a fénysebességet jelöli, 299 792 458 m/s)
{\displaystyle M={\frac {\lambda }{2d}}}
{\displaystyle k\approx 1.008-{\frac {1}{2\log {\sqrt {{\sqrt {c}}+M^{4}}}}}}
A k az alábbi nomogramról is leolvasható:
Ha a sugárzót és a radiálokat különböző átmérőjű csövekből készítjük, akkor azokra is ki kell számolni a rövidülési tényezőt. Ezek kiszámolásával megkapjuk az elemek hosszát:
{\displaystyle l=k{\frac {\lambda }{4}}}
Ha a radiálokat 45°-ban döntjük, akkor az így kapott antennát közvetlenül csatlakoztathatjuk 50 Ω-os koaxiális kábelhez.
A döntött radiálok viszont lerontják az antennától elvárt lapos kisugárzási szöget, ez a megoldás csökkenti a nyereséget.
Ha a vízszintes radiálok mellett döntünk, akkor szükséges az antennát illeszteni a kábelhoz. Legegyszerűbb a következőképp  illeszteni:  a tápvonal hullámellenállásával (Z0) megegyező koaxiális kábelből egy  végén lezárt kábelcsonkot párhuzamosan kötni az antennával. A kábelcsonk hosszát a következőképp határozhatjuk meg:
{\displaystyle R_{s}\approx 34k^{2}}
{\displaystyle X_{C}={\sqrt {R_{s}*Z_{0}-R_{s}^{2}}}}
{\displaystyle X_{L}={\frac {Z_{0}}{\sqrt {{\frac {Z_{0}}{R_{s}}}-1}}}}
{\displaystyle l_{koax}\approx {\frac {83.3atan{\frac {X_{L}}{Z_{0}}}}{{\biggl (}{\frac {f}{2787924}}{\biggr )}{\sqrt {\frac {X_{L}}{X_{C}}}}}}}
- RS - Sugárzási ellenállás
- XC - Kapacitív reaktancia
- XL - Induktív reaktancia
- lkoax - A kábelcsonk hossza

Számoláshoz az alábbi JavaScript-et használhatjuk:
```
	
function
 
szamol
(){

		
f
=
document
.
gplane
.
f
.
value
;

		
lam
=
299792458
/
f
;

		
MR
=
lam
/
2
/
document
.
gplane
.
dR
.
value
;

		
ME
=
lam
/
2
/
document
.
gplane
.
dE
.
value
;

		
kR
=
1.008
-
0.5
/
Math
.
log
(
Math
.
sqrt
(
Math
.
sqrt
(
299792458
)
+
MR
*
MR
*
MR
*
MR
));

		
kE
=
1.008
-
0.5
/
Math
.
log
(
Math
.
sqrt
(
Math
.
sqrt
(
299792458
)
+
ME
*
ME
*
ME
*
MR
));

		
lR
=
kR
*
lam
/
4
;

		
lE
=
kE
*
lam
/
4
;

		
Rs
=
34
*
kR
*
kR
;

		
Z0
=
document
.
gplane
.
Z0
.
value
;

		
XC
=
Math
.
sqrt
(
Rs
*
Z0
-
Rs
*
Rs
);

		
XL
=
Z0
/
Math
.
sqrt
((
Z0
/
Rs
)
-
1
);

		
lk
=
(
83.3
*
180
*
Math
.
atan
(
XL
/
Z0
)
/
Math
.
PI
)
/
((
f
/
2787924
)
*
Math
.
sqrt
(
XL
/
XC
));

		
document
.
gplane
.
lam
.
value
=
lam
;

		
document
.
gplane
.
MR
.
value
=
MR
;

		
document
.
gplane
.
ME
.
value
=
ME
;

		
document
.
gplane
.
kR
.
value
=
kR
;

		
document
.
gplane
.
kE
.
value
=
kE
;

		
document
.
gplane
.
lR
.
value
=
lR
;

		
document
.
gplane
.
lE
.
value
=
lE
;

		
document
.
gplane
.
Rs
.
value
=
Rs
;

		
document
.
gplane
.
XC
.
value
=
XC
;

		
document
.
gplane
.
XL
.
value
=
XL
;

		
document
.
gplane
.
lk
.
value
=
lk
;

	
}

```